# Manson e la famiglia di Satana
(Sottotitolo/tagline del film)
Manson e la famiglia di Satana (Manson) è un film documentario del 1973 diretto da Robert Hendrickson e Laurence Merrick, che tratta di Charles Manson e dei suoi seguaci.
Il documentario ricevette una nomination agli Oscar nella categoria "Miglior documentario".
Quando Lynette "Squeaky" Fromme cercò di assassinare il Presidente Gerald Ford il 5 settembre 1975, il documentario venne proibito negli Stati Uniti dal giudice Thomas McBride per tutelare i diritti costituzionali della Fromme durante il procedimento penale nei suoi confronti.

## Descrizione
Il documentario verte sulla famigerata "Famiglia Manson" e include molte interviste con membri del gruppo, inclusi Charles Manson, "Squeaky" Fromme, e Sandra Good. In esso sono contenuti spezzoni d'archivio che mostrano la Family allo Spahn Ranch, nel Devil's Canyon (il loro nascondiglio nella Valle della Morte), in tribunale a Los Angeles e in altre varie location.

## Colonna sonora
La colonna sonora del film venne composta da Brooks Poston e Paul Watkins, due ex membri della "famiglia" Manson.

## Riferimenti nella cultura di massa
Il gruppo musicale metal Slipknot campionò parte dell'intervista a Corey Hurst contenuta nel documentario per l'intro 742617000027, traccia d'apertura del loro omonimo album di debutto Slipknot. Nell'intervista, Hurst dice: «The whole thing, I think it's sick» ("L'intera faccenda, penso che sia malata").